# 長崎市立大浦小学校
長崎市立大浦小学校（ながさきしりつ おおうらしょうがっこう、Nagasaki City Oura Elementary School）は、長崎県長崎市上田町にある公立小学校。

## 概要
歴史
2007年（平成19年）に長崎市内の小学校3校（南大浦・北大浦・浪平）が統合されて開校した。
校訓
「豊かな心をもつ子ども　自ら学ぶ子ども　たくましく生きる子ども」
校章
長崎を象徴する「鶴」をモチーフに、中央に校名の「大浦」（縦書き）を配している。
校歌
作詞は山田喜孝、作曲は大島ミチルによる。歌詞は3番まであり、各番とも「大浦小学校」で終わる。
校区
長崎市立梅香崎中学校区。

## 沿革
- 2007年（平成19年）
  - 4月1日 - 長崎市立北大浦小学校、長崎市立南大浦小学校、長崎市立浪平小学校の3校が統合され、「長崎市立大浦小学校」（現校名）が開校。ただし、統合校舎は完成しておらず、旧南大浦小学校跡地に新校舎が完成するまで旧北大浦小学校校舎を使用。
  - 6月1日 - 開校記念式典を挙行。
- 2008年（平成20年）3月19日 - 第1回卒業証書授与式挙行。最初の卒業生は70名。
- 2009年（平成21年）
  - 3月26日 - 旧南大浦小学校跡地（現在地）に新校舎が完成し、移転。
  - 4月1日 - 新校舎落成。
  - 7月6日 - 新校舎落成記念式典を挙行。
- 2012年（平成24年）4月1日 - 特別支援学級・肢体不自由学級（なのはな学級）新設。
- 2013年（平成25年）3月12日 - エレベーター設置。
- 2015年（平成27年）
  - 10月16日 - 玄関前花壇設置。
  - 12月15日 - 中庭水道設備設置。
- 2016年（平成28年）
  - 4月1日 - 特別支援学級・難聴学級（すみれ学級）新設。
  - 4月28日 - 特別支援学級・院内学級（つくし学級）復級。
  - 5月31日 - 特別支援学級・院内学級（つくし学級）休級。
  - 10月22日 - 創立10周年記念式典・集会挙行。
- 2018年（平成30年）4月1日 - 本校独自の通級指導級（はまゆう）新設。
- 2019年（令和元年）9月1日 - 空調設置（エアコン）設置完了。
- 2021年（令和3年）
  - 3月31日 - 特別支援学級・難聴学級（すみれ学級）休級。
  - 4月1日 - 特別支援学級・病弱学級（こすもす学級）新設。
- 2022年（令和4年）4月1日 - 特別支援学級・難聴学級（すみれ学級）復級。
- 2023年（令和5年）
  - 1月31日 - 体育館フロア内壁修繕。
  - 3月31日 - 特別支援学級・肢体不自由（なのはな学級）休級。

## アクセス
最寄りの路面電車停留場
- 長崎電気軌道大浦支線石橋停留場下車後、徒歩10 - 15分。

最寄りのバス停
- 長崎バス「石橋」バス停もしくは「上田町」バス停下車、徒歩10 - 15分。

## 周辺
- グラバー園
- 大浦天主堂
- 大浦展望公園
- 大浦川
- 鍋冠山公園
  - 聖徳院

## 関連事項
- 長崎県小学校一覧